# Sóng gió vương triều
Sóng gió vương triều (tên tiếng Hoa: 洪武三十二; tên tiếng Anh: Relic of an Emissary) hay còn được biết đến với tên Di chiếu công triều và Hồng võ tam thập nhị, là bộ phim truyền hình Hồng Kông thuộc thể loại lịch sử với 30 tập được sản xuất và phân phối bởi TVB.
Phim được phát sóng lần đầu tiên vào ngày 4 tháng 4 năm 2011 với sự tham gia diễn xuất của các diễn viên bao gồm Mã Đức Chung, Tạ Thiên Hoa, Từ Tử San, Trần Kiện Phong, Giang Nhược Lâm, Trần Sơn Thông, Trần Triển Bằng, Lưu Giang, Lưu Gia Huy, Trần Sảnh Dương, Lương Gia Kỳ, Mã Trại, Viên Vỹ Hào, Ngô Gia Lạc, Lý Gia Thanh, Ngải Uy và Hàn Mã Lợi.

## Nội dung
Bối cảnh phim được xây dựng vào thời nhà Minh, lúc này vua Chu Nguyên Chương (La Lạc Lâm) mới băng hà, vốn đã di chúc lại cho cháu trai của mình là Chu Doãn Văn (Trần Sơn Thông) kế thừa ngôi vị. Trong quá trình tìm kiếm tung tích của Lam Ngọc, cẩm y vệ Ngao Tiếu Phong (Tạ Thiên Hoa) tình cờ quen biết được Yến Vương (Mã Đức Chung) và quân sư của Yến Vương là Mã Tam Bảo (Trần Kiện Phong). Phong và Bảo đánh giá cao đối phương, tôn trọng lẫn nhau. Trong quá trình bảo vệ Tấn Vương (Lý Cương Long) ngồi tàu đến Giang Nam tìm thần y trị bệnh, cả đoàn tàu bị nạn và Tiếu Phong may mắn sống sót nhưng trí nhớ thì đã không còn.
Sau đó, tính cách của Phong thay đổi rất nhiều. Từ một cẩm y vệ tàn nhẫn giết người không gớm tay, anh trở thành một con người hoàn toàn khác với đầy lòng thương cảm. Lúc này, công chúa Vĩnh Dương (Giang Nhược Lâm) vô tình có hiềm khích với Tiếu Phong, cô nhờ Tam Bảo bảo vệ cho cô và tìm mọi cách chống đối Tiếu Phong. Với lòng yêu thương anh trai, Vĩnh Dương đành chấp nhận sát cánh cùng với Tiếu Phong và Tam Bảo tìm thích khách sát hại Tín Vương. Dần dần, cô cảm mến Tiếu Phong.
Trong khi đó, suốt quá trình điều tra cái chết bí ẩn của Tín Vương, Phong cứ ngỡ mình chính là kẻ sát hại Tín Vương, may mắn là không lâu sau anh tìm được hung thủ thực sự, hóa giải được khúc mắc trong lòng. Mọi việc cứ tưởng chừng thế là đã xong xuôi, nhưng bên trong còn chứa ẩn rất nhiều những điều bí ẩn. Cũng lúc đó, anh tình cờ phát hiện ra thân phận bí ẩn của cô chủ lầu xanh “Khinh Yên Thúy Liễu” tên là Thẩm Thiên Tam (Từ Tử San)….

## Diễn viên

### Hoàng tộc Đại Minh
| Diễn viên                   | Vai diễn                   | Miêu tả |
| --------------------------- | -------------------------- | --- |
| La Lạc Lâm (羅樂林)         | Chu Nguyên Chương (朱元璋) | Minh Thái Tổ Cha của Chu Tiêu, Chu Cương, Chu Đệ, Chu Túc, Chu Phù, Chu Xuân, Chu Bá, Chu Quế, Chu Trĩ, Chu Quyền, Chu Tiện, Chu Huê và Chu Anh Ông nội của Chu Doãn Văn Chồng của Hoàng hậu, Úng Phi và Dương Thục Phi Qua đời trong tập 3 |
|                             | Mã thị (馬氏)              | Hoàng hậu Mẹ của Chu Tiêu, Chu Cương, Chu Đệ và Chu Túc Vợ của Chu Nguyên Chương |
| Hàn Mã Lợi (韓馬利)         | Úng Phi (甕妃)             | Bị thất tâm phong Người vợ bị bỏ rơi của Chu Nguyên Chương Mẹ ruột của Chu Đệ Người yêu cũ của Đạo Diễn Bị Huệ Liên giết chết trong tập 25 |
| Phan Phương Phương (潘芳芳) | Dương Thục Phi (楊淑妃)    | Phi tần của Chu Nguyên Chương Mẹ ruột của Chu Quyền Bị Chu Quyền giết chết trong tập 6 |
| Lý Nam Tinh (李南星)        | Chu Tiêu (朱標)            | Hoàng thái tử Con trai cả của Chu Nguyên Chương Cha của Chu Doãn Văn Anh của Chu Cương, Chu Đệ, Chu Túc, Chu Phù, Chu Xuân, Chu Bá, Chu Quế, Chu Trĩ, Chu Quyền, Chu Tiện, Chu Huê và Chu Anh |
| Lý Cương Long (李岡龍)      | Chu Cương (朱棡)           | Tấn Vương Em của Chu Tiêu Anh của Chu Đệ, Chu Túc, Chu Phù, Chu Xuân, Chu Bá, Chu Quế, Chu Trĩ, Chu Quyền, Chu Tiện, Chu Huê và Chu Anh Chú của Chu Doãn Văn Bị Chu Quyền thông đồng cùng Ngụy Trấn giết chết trong tập 2 |
| Mã Đức Chung (馬德鐘)       | Chu Đệ (朱棣)              | Yến Vương → Minh Thành Tổ Con trai thứ tư của Chu Nguyên Chương Con ruột của Úng Phi Chú của Chu Doãn Văn Chồng của Từ Nghi Hoa, Thẩm Sở Sở và Thẩm Thiên Tam Em của Chu Tiêu và Chu Cương Anh của Chu Túc, Chu Phù, Chu Xuân, Chu Bá, Chu Quế, Chu Trĩ, Chu Quyền, Chu Tiện, Chu Huê và Chu Anh Em rể của Từ Huy Tổ Chúa công của Mã Tam Bảo, Đạo Diễn, Chu Năng và Trương Ngọc Trong tập 17, nhận lại mẹ ruột của mình và bắt đầu giả vờ bị thất tâm phong Trong tập 20, thành công trốn thoát khỏi kinh thành Trong tập 21, bắt đầu âm mưu tạo phản Trong tập 25, phát động chiến tranh dưới danh nghĩa Thanh quân Trong tập 29, bị Ngao Tiếu Phong phản bội Trong tập 30, thành công lật đổ Chu Doãn Văn và lên ngôi vua Trong tập 30, giết chết Nghiêm Tiến để trả thù cho Thẩm Thiên Tam Trong tập 30, nhận con trai của Ngao Tiếu Phong và Chu Anh làm con nuôi |
| Trần Sảnh Dương (陳倩揚)    | Từ Nghi Hoa (徐儀華)       | Yến Vương Phi → Nhân Hiếu Văn Hoàng hậu Vợ của Chu Đệ Em gái của Từ Huy Tổ Trong tập 19, cố tình làm sảy thai để Chu Đệ thành công trốn thoát Trong tập 24, không may bị sảy thai lần thứ hai dẫn đến việc bị ảnh hưởng khả năng sinh sản Trong tập 26, kết nghĩa kim lan với Chu Sở Sở Trong tập 30, được tấn phong lên ngôi hoàng hậu Trong tập 30, nhận con trai của Ngao Tiếu Phong và Chu Anh làm con nuôi |
| Từ Tử San (徐子珊)          | Thẩm Thiên Tam (沈千三)    | Thiên Tam Nương Cẩm y vệ Bà chủ của「Khinh Yên Thúy Liễu」 Vợ của Chu Đệ (được truy phong trong tập 30) Chị gái song sinh của Thẩm Sở Sở Bị Nghiêm Tiến giết chết trong tập 20 Trong tập 20, sau khi chết, tro cốt được giấu trong chùa Linh Ấn Trong tập 30, được Chu Đệ tìm ra và rước tro cốt về Xem thêm tại Khinh Yên Thúy Liễu |
| Từ Tử San (徐子珊)          | Thẩm Sở Sở (沈楚楚)        | Sở Sở Cô nương Bà chủ thế thân của「Khinh Yên Thúy Liễu」 Phi tần của Chu Đệ (được tấn phong trong tập 30) Em gái song sinh của Thẩm Thiên Tam Có tình cảm với Ngao Tiếu Phong Thuở nhỏ, thất lạc với chị gái vì bị nước sông cuốn trôi (cả hai đoàn tụ trong tập 19) Bị bán vào lầu xanh và được đoàn tụ với chị gái Trong tập 20, bị Nghiêm Tiến tấn công Trong tập 21, giả làm Thẩm Thiên Tam để tiếp cận Chu Đệ Trong tập 24, định ám sát Chu Đệ nhưng bất thành Trong tập 26, kết nghĩa kim lan với Từ Nghi Hoa Trong tập 30, hạ sinh hoàng tử cho Chu Đệ |
| Trương Tùng Kỳ (張松枝)     | Chu Túc (朱橚)             | Châu Vương Con trai thứ năm của Chu Nguyên Chương Em của Chu Tiêu, Chu Cương và Chu Đệ Anh của Chu Phù, Chu Xuân, Chu Bá, Chu Quế, Chu Trĩ, Chu Quyền, Chu Tiện, Chu Huê và Chu Anh Chú của Chu Doãn Văn Trong tập 24, bị Chu Doãn Văn cắt chức và giáng xuống làm thường dân Trong tập 30, được phục chức |
| Hà Khương Huy (何慶輝)      | Chu Phù (朱榑)             | Tề Vương Con trai thứ bảy của Chu Nguyên Chương Em của Chu Tiêu, Chu Cương, Chu Đệ và Chu Túc Anh của Chu Xuân, Chu Bá, Chu Quế, Chu Trĩ, Chu Quyền, Chu Tiện, Chu Huê và Chu Anh Chú của Chu Doãn Văn Trong tập 24, bị Chu Doãn Văn cắt chức và giáng xuống làm thường dân Trong tập 30, được phục chức |
| Ôn Gia Hằng (溫家恆)        | Chu Xuân (朱椿)            | Thục Vương Con trai thứ mười một của Chu Nguyên Chương Em của Chu Tiêu, Chu Cương, Chu Đệ, Chu Túc và Chu Phù Anh của Chu Bá, Chu Quế, Chu Trĩ, Chu Quyền, Chu Tiện, Chu Huê và Chu Anh Chú của Chu Doãn Văn |
| Dương Thiên Kinh (楊天經)   | Chu Bá (朱柏)              | Tương Vương Con trai thứ mười hai của Chu Nguyên Chương Em của Chu Tiêu, Chu Cương, Chu Đệ, Chu Túc, Chu Phù và Chu Xuân Anh của Chu Quế, Chu Trĩ, Chu Quyền, Chu Tiện, Chu Huê và Chu Anh Chú của Chu Doãn Văn Trong tập 13, bị bắt vì tội in tiền giả và tự sát trong nhà lao |
| Lý Hào (李豪)               | Chu Quế (朱桂)             | Đại Vương Con trai thứ mười ba của Chu Nguyên Chương Em của Chu Tiêu, Chu Cương, Chu Đệ, Chu Túc, Chu Phù, Chu Xuân và Chu Bá Anh của Chu Trĩ, Chu Quyền, Chu Tiện, Chu Huê và Chu Anh Chú của Chu Doãn Văn Trong tập 24, bị Chu Doãn Văn cắt chức và giáng xuống làm thường dân Trong tập 30, được phục chức |
| Tạ Trác Ngôn (謝卓言)       | Chu Trĩ (朱植)             | Liêu Vương Con trai thứ mười lăm của Chu Nguyên Chương Em của Chu Tiêu, Chu Cương, Chu Đệ, Chu Túc, Chu Phù, Chu Xuân và Chu Bá Anh của Chu Quyền, Chu Tiện, Chu Huê và Chu Anh Chú của Chu Doãn Văn |
| Trần Triển Bằng (陳展鵬)    | Chu Quyền (朱權)           | Ninh Vương Con trai của Dương Thục Phi Em của Chu Tiêu, Chu Cương, Chu Đệ, Chu Túc, Chu Phù, Chu Xuân, Chu Bá và Chu Trĩ Anh của Chu Tiện, Chu Huê và Chu Anh Chú của Chu Doãn Văn Yêu thích Sở Sở Giết chết Chu Cương, Dương Thục Phi và Ngụy Trấn Thông đồng với Ngụy Trấn Âm mưu với Ngụy Trấn để giết Chu Cương trong tập 2 Trong tập 27, bị Chu Đệ bắt đi ra trận |
| Trương Dĩnh Khang (張穎康)  | Chu Tiện (朱楩)            | Mân Vương Con trai thứ mười tám của Chu Nguyên Chương Em của Chu Tiêu, Chu Cương, Chu Đệ, Chu Túc, Chu Phù, Chu Xuân, Chu Bá, Chu Trĩ và Chu Quyền Anh của Chu Huê và Chu Anh Chú của Chu Doãn Văn Trong tập 24, bị Chu Doãn Văn cắt chức và giáng xuống làm thường dân Trong tập 30, được phục chức |
| La Thiên Vũ (羅天宇)        | Chu Huê (朱橞)             | Lộc Vương Con trai thứ mười chín của Chu Nguyên Chương Em của Chu Tiêu, Chu Cương, Chu Đệ, Chu Túc, Chu Phù, Chu Xuân, Chu Bá, Chu Trĩ, Chu Quyền và Chu Tiện Anh của Chu Anh Chú của Chu Doãn Văn |
| Giang Nhược Lâm (江若琳)    | Chu Anh (朱櫻)             | Vĩnh Dương Công chúa Con gái út của Chu Nguyên Chương Em của Chu Tiêu, Chu Cương, Chu Đệ, Chu Túc, Chu Phù, Chu Xuân, Chu Bá, Chu Trĩ, Chu Quyền, Chu Tiện và Chu Huê Dì của Chu Doãn Văn Bạn bè kiêm người thầm thích của Mã Tam Bảo Người yêu, sau này trở thành vợ chồng của Lý Cảnh Long trong tập 28 và cuối cùng cả hai đã phân khai Thích thầm Ngao Tiếu Phong và trở thành vợ chồng trong tập 30 khi cả hai bỏ trồn về quê ở ẩn Trong tập 30, con trai cả của hai người được Mã Tam Bảo đưa đến cho Chu Đệ và trở thành con nuôi của Chu Đệ |
| Trần Sơn Thông (陳山聰)     | Chu Doãn Văn (朱允炆)      | Hoàng thái tôn → Kiến Văn Đế Con trai của Chu Tiêu Cháu trai cả của Chu Nguyên Chương Chồng của Mã Ân Huệ Mối tình đầu của Lục Uyển Đình Cháu của Chu Tiêu, Chu Cương, Chu Đệ, Chu Túc, Chu Phù, Chu Xuân, Chu Bá, Chu Trĩ, Chu Quyền, Chu Tiện, Chu Huê và Chu Anh Trong tập 30, chạy trốn sau khi bị Chu Đệ lật đổ |
| Lương Gia Kỳ (梁嘉琪)       | Mã Ân Huệ (馬恩慧)         | Hoàng thái tôn phi → Hiếu Mẫn Nhượng Hoàng hậu Vợ của Chu Doãn Văn Tình địch của Lục Uyển Đình Trong tập 10, xúi giục Lục Uyển Đình tự tử dẫn đến cái chết của cô Trong tập 30, tự sát trong cung điện |

## Giai thoại
- Đây là bộ phim cuối cùng của Trần Kiện Phong và Ôn Gia Hằng tại TVB

## Ký sự
- Ngày 9 tháng 4 năm 2010: Tổ chức buổi họp báo ra mắt tạo hình nhân vật[2]
- Ngày 18 tháng 4 năm 2010: Phim được khởi quay
- Ngày 14 tháng 5 năm 2010: Tổ chức buổi họp báo thứ hai[3]
- Ngày 28 tháng 7 năm 2010: Phim chính thức đóng máy

## Tiếp nhận
Sóng gió vương triều nhận được rất nhiều đánh giá phê bình trái chiều. Trên trang Douban, phim thành công nhận về được 6.8 trên 10 điểm với 2700 bình chọn. Trong thời gian phát sóng, phim nhận được rất nhiều phán ảnh phàn nàn về các phân cảnh bạo lục và tình dục quá mức và bị cho là quá khích, không phù hợp để phát sóng trong khung giờ phim dành cho gia đình.

## Xếp hạng
| Tuần | Tập phim | Điểm trung bình | Điểm cao nhết | Lượt xem (triệu người) | Chỉ số AI | Nguồn  |
| ---- | -------- | --------------- | ------------- | ---------------------- | --------- | ------ |
| 1    | 1 — 5    | 26              | —             | 1.66 ( — )             | —         | [ 6 ]  |
| 2    | 6 — 10   | 27              | —             | 1.72 ( — )             |           | [ 7 ]  |
| 3    | 11 — 15  | 25              | —             | 1.59 ( — )             |           | [ 8 ]  |
| 4    | 16 — 20  | 26              | —             | 1.66 ( — )             |           | [ 9 ]  |
| 5    | 21 — 25  | 27              | —             | 1.72 ( — )             |           | [ 10 ] |
| 6    | 26 — 30  | 28              | 29            | 1.78 (1.85)            |           | [ 11 ] |

## Đề cử và giải thưởng

### Giải thưởng Thường niên TVB 2011
- Đề cử: Hạng mục Phim hay nhất